# Ghiacciaio Mellor
Il ghiacciaio Mellor è un ghiacciaio situato sulla costa di Lars Christensen, in Antartide. In particolare il ghiacciaio, il cui punto più alto si trova circa 750 m s.l.m., fluisce in direzione nord-nord-est scorrendo tra il monte Newton e il monte Maguire fino a unire il proprio flusso a quello del ghiacciaio Lambert presso punta Patrick, nei monti del Principe Carlo, subito dopo aver ricevuto il flusso del ghiacciaio Collins, suo tributario.

## Storia
Il ghiacciaio Mellor è stato mappato grazie a fotografie aeree scattate durante le spedizioni australiane di ricerca antartica svolte fra il 1956 e il 1957 ed è stato così battezzato dal Comitato australiano per i toponimi e le medaglie antartici in onore del glaciologo Malcolm Mellor, che ha lavorato presso la stazione Mawson nel 1957 e che, dal 1961 al 1991, è stato ingegnere al servizio del Laboratorio di ricerca e ingegneria per le regioni fredde (in inglese: Cold Regions Research and Engineering Laboratory) dell'esercito statunitense.